# بازپرس وارد می‌شود (تله‌فیلم ۲۰۱۵)
بازپرس وارد می‌شود (به انگلیسی: An Inspector Calls) یک مجموعه فیلم تلویزیونی بریتانیایی در ژانر دلهره‌آور به کارگردانی اشلینگ والش است. فیلم‌نامه این فیلم توسط هلن ادموندسون بر اساس نمایشنامه‌ای به همین نام اثر جی. بی. پریستلی به رشته تحریر درآمده است. دیوید تیولیس در نقش اصلی، در کنار سوفی راندل، کلوئی پیری، فین کول، میراندا ریچاردسون، کایل سالر، و کن استات بازیگران فیلم هستند. بازپرس وارد می‌شود برای نخستین بار در ۱۳ سپتامبر ۲۰۱۵، از شبکهٔ بی‌بی‌سی وان پخش همگانی شد.
داستان فیلم در سال ۱۹۱۲ روایت می‌شود، و اتفاقات یک عصر منحصر به فرد را دنبال می‌کند که در آن خانوادهٔ ثروتمند برلینگ در حال برگزاری یک مهمانی برای جشن نامزدی دخترشان هستند. اما این جشن با آمدن یک مأمور پلیس به نام بازپرس گول دستخوش تغییر می‌گردد، که در حال بررسی علت خودکشی اخیر یک زن جوان محلی است. بازجویی‌های گول از هر یک از اعضای مهمانی به وضوح نشان می‌دهد که همه آن‌ها از طریق رفتارهای غیرمنصفانه، خودخواهانه، یا استثمارگرانه به این مصیبت تراژدی کمک کرده‌اند. بازپرس پس از اتمام بازجویی، خانوادهٔ آرام شده برلینگ را با هشداری ترک می‌کند: «ما در این دنیا برای خودمان زندگی نمی‌کنیم، ما مسئول زندگی یکدیگر هستیم و اگر بشر این درس را نیاموزد به زودی زمانی می‌رسد که همگی در «آتش، خون و عذاب» این درس را بیاموزیم»-اشاره‌ای آشکار به آغاز جنگ جهانی اول در دو سال بعد. در صحنهٔ پایانی فیلم نشان داده می‌شود که گول در اصل یک پلیس واقعی نیست، و نشان می‌دهد او به شکلی یک پیام‌آور فراطبیعی است.

## بازیگران
- دیوید تیولیس در نقش بازپرس گول / گولد
- سوفی راندل در نقش‌های ایوا اسمیت / دیزی رنتون / خانم برلینگ / آلیس گری
- کلوئی پیری در نقش شیلا برلینگ
- فین کول در نقش اریک برلینگ
- میراندا ریچاردسون در نقش سیبیل برلینگ
- کن استات در نقش آرتور برلینگ
- کایل سالر در نقش جرالد کرافت
- لوسی چَپل در نقش اِدنا، خدمتکار خانه
- فلورا نیکلسون در نقش دوشیزه فرانسیس
- واندا اوپالینسکا در نقش بانوی خیریه